# Tóth Zsófia (színművész)

Tóth Zsófia (Budapest, 1996. július 7. –) magyar színész.

## Életpályája
Családjával 6 éves korában Kistokajba költöztek, itt nőtt fel és végezte tanulmányait. 2016-2021 között Színház- és Filmművészeti Egyetem hallgatója volt, Pelsőczy Réka és Rába Roland osztályában. Diplomáját Salzburgban vette át. 2021-től a Katona József Színház tagja.

## Fontosabb színházi szerepek
- Lear király – Cordelia
- A fehér szalag – Szobalány, gyerek
- Háztűznéző – Polina
- Mesteremberek – Karola
- A Platonov – Grekova
- Leláncolt Prométheusz-Ió
- Magànyos emberek-Kata
- Extázis-Vera
- Teremtmények
- Politikusok
- Tél
- Lavina-Influenszer
- Mefisztóland
- Sárszeg-Fanni
- A halàl kilovagolt Perzsiából
- Gloria
- Moliére -the passion
- Jelentéktelen
- Woyzeck-Marie
- Hello again
- Hogyan talàltak egymásra a nők és a férfiak
- A háromfejű király
- Lakásavató
- Sirály-Polina
- Színészbeszéd
- Angyalok Amerikában-Harper
- Morzsabál
- Hangosan lépek és visszhangzik az Oktogon
- Orlando

## Filmográfia
- A besúgó (2022) ...Luca
- Apatigris (2023) ...Ágó
- És mi van Tomival? (2024)
- Leyla: Cemre Baysel – Leyla (hangja)

## Díjai és elismerései
- Máthé Erzsi Alapítvány-díja (2021)[5]